# Tapis mendiant

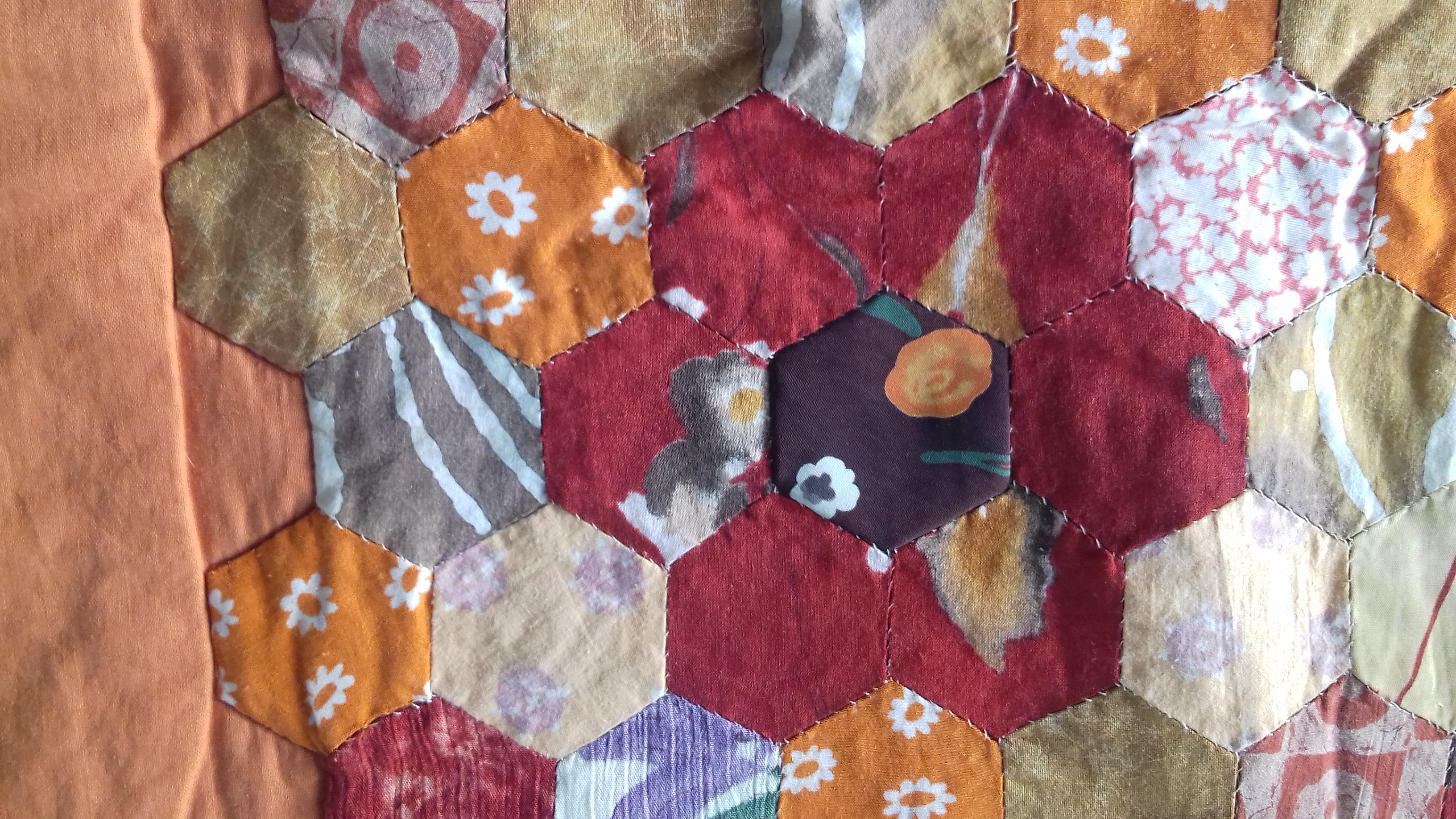
Rosace dans un tapis mendiant

Le tapis mendiant ou tapi mendian est un type de patchwork que l'on trouve traditionnellement à La Réunion, département français d'outre-mer.
Il peut désigner un dessus-de lit, une courtepointe, une housse de coussin ou une « piquette », petite couverture servant à porter les bébés.

## Techniques utilisées
Cousu à la main, le tapis mendiant est réalisé à partir de chutes de tissus ou de vêtements usagés. Selon les codes du patchwork, la technique est dite piécée. Le modèle courant est celui du « jardin de grand-mère ». Assemblées de manière symétrique, les pièces, guidées par un gabarit hexagonal, sont cousues bord à bord, de manière à former des fleurs de sept pièces appelées rosaces. Le nombre de rosaces à réaliser varie selon la taille du tapis mendiant souhaitée,. Mais on peut trouver également des motifs à base de cercles de tissus froncés. Les tapis mendiants sont généralement très colorés.
Ce savoir-faire traditionnel et populaire exige dextérité, patience et créativité. On peut voir ces ouvrages chez les « gramounes » (personnes âgées), ou encore dans des expositions artisanales qui présentent du « fait main ».

## Littérature
Dans la littérature réunionnaise, l'expression « tapis mendiant » peut être employée comme métaphore. Pour composer son recueil Zamal (1951), le poète réunionnais Jean Albany puisait dans son propre tapis mendiant imaginaire qui rassemblait « souvenirs et rêves » de son île natale, quittée pour la métropole. L'expression littérale figure dans P'tit glossaire : le piment des mots créoles, du même auteur, qui indique aussi une variante, le « tapis la misère », tapis ajouré. 
C'est aussi le titre d'une série de haïkus de l'écrivain réunionnaise Monique Mérabet.
L'expression peut faire référence par ailleurs à la variété des origines de la population réunionnaise.